# Ținutul Krasnoiarsk
Kraina Krasnoiarsk (în rusă Красноя́рский край) este un ținut în Rusia cu statut de subiect federal (kraină). Capitala regiunii este orașul Krasnoiarsk.

## Geografie
Suprafața este de 2.339.700km², adică 13% din suprafața Rusiei. După Iacutia, este a doua regiune ca suprafață din Rusia.
Kraina se află în zona centrală a Siberiei, ocupând 3000km de la Nord la Sud. Se învecinează cu regiunile Tiumen, Tomsk, Irkutsk, Kemerovo, cu republicile Hacasia, Tuva și Iacutia și cu Oceanul Arctic la Nord. Regiunea conține districtele autonome Evenkia și Taimîria, care au fost incluse în regiune din 1 ianuarie 2007, urmare a unui referendum pe această problemă ținut la 17 aprilie 2005.

## Economie
Activitatea economică este concentrată mai ales în Sudul regiunii.
Kraina Krasnoiarsk este printre cele mai bogate regiuni din Rusia în privința zăcămintelor naturale. Aici se găsește 80% din nichelul Rusiei, 75% din cobalt, 70% din aramă, 16% din cărbune, 10% din aur.

## Demografie
La recensământul din 2002 populația era de 2.966.042 locuitori.